# Pseudodiscus nootkatensis
Pseudodiscus nootkatensis är en svampart som först beskrevs av Terrier, och fick sitt nu gällande namn av Arx & E. Müll. 1959. Pseudodiscus nootkatensis ingår i släktet Pseudodiscus och familjen Saccardiaceae.   Inga underarter finns listade i Catalogue of Life.